# خثراوية
خثراوية (الاسم العلمي: Lythreae) هي قبيلة نباتية تتبع فصيلة الخثرية من رتبة الآسيات.

## أجناس
- كوفيا